# 伊藤藤吉
伊藤 藤吉（いとう とうきち、生没年不詳)は明治時代の日本の長老派の牧師である。平出慶一に洗礼を授けた牧師として知られる。

## 生涯

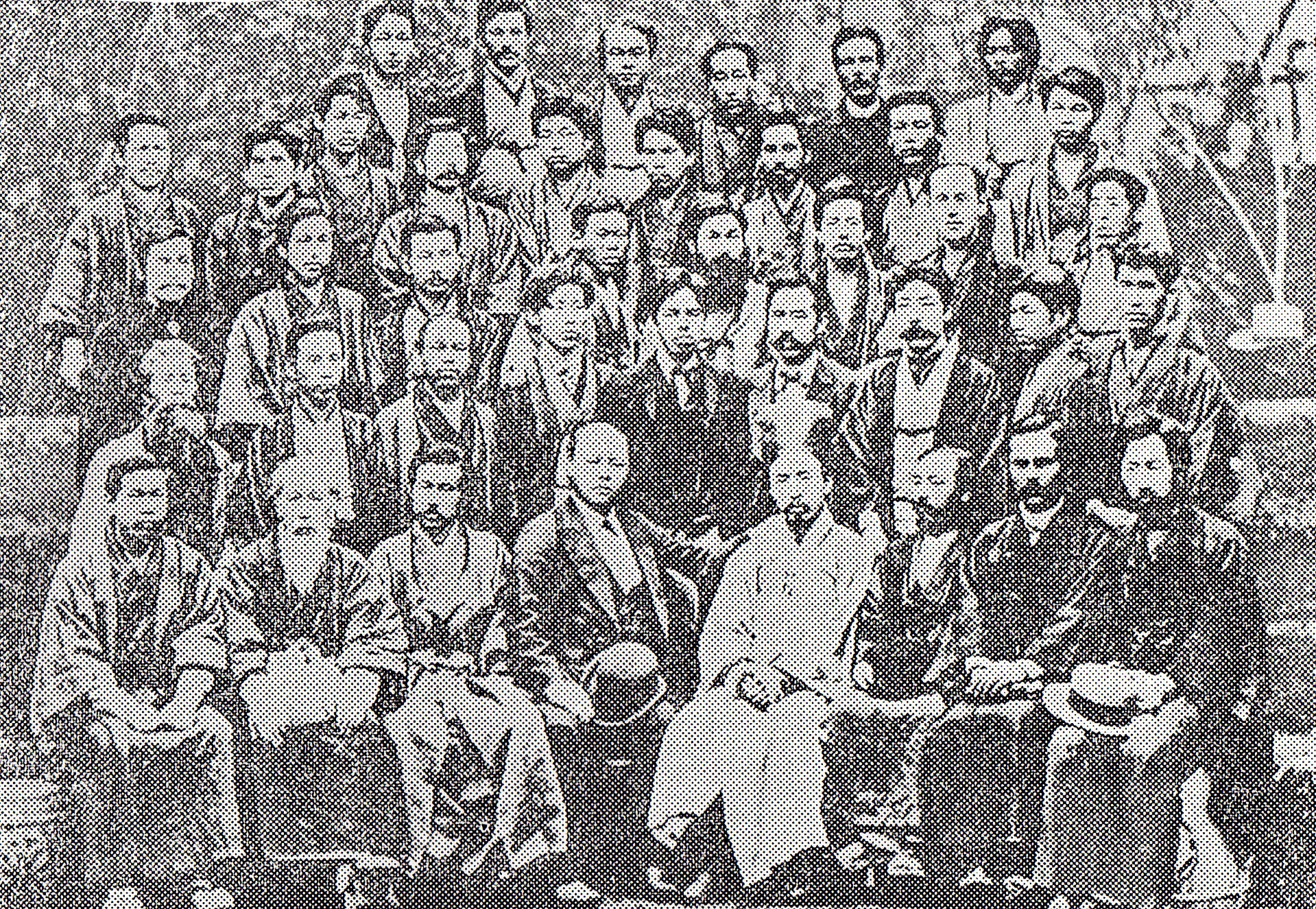
1883年5月12日の第
三回全国基督教信徒大親睦会の幹部の記念写真、伊藤は後ろから2列目の左から1人目

1873年(明治6年)8月30日横浜の日本基督公会でJ・H・バラから洗礼を受ける、ブラウン塾から、東京一致神学校を経て、1878年(明治11年)に伝道試補になる。1879年(明治12年)4月の中会で伊藤は説教師の資格を受ける。
1875年(明治8年)にJ・H・バラが静岡県三島市に伝道旅行に行きキリシタン禁制の高札が立っていた三島大社の鳥居の前で伝道した。その時、バラは通行人から迫害を受ける、そこにいた質屋の小出市兵衛がバラを匿ったことにより伝道が始まる。小出は隣の造り酒屋の花島兵右衛門と共にバラの伝道と三島教会を支えていく。1877年(明治10年)にバラ宣教師が箱根から三島に行く途中に、山中宿に滞在し伝道集会を開く。その結果津田大作が求道を始める。バラと伊藤が津田の自宅に出張して説教会を開催する。その結果、津田がバラから洗礼を受ける。御殿場の南の神山地区への依頼を受けて伊藤が出張する。
そして、1878年にバラにより伝道師になった伊藤が三島に派遣される。その結果、二日町(現・東元本町)に講義所が開設され、1883年1月4日に三島教会設立され伊藤が牧師に任命される。
1883年(明治16年)頃伊豆三島に三島教会が創立された。第三回全国基督教信徒大親睦会に幹部として参加する。
1885年(明治18年)に横須賀海軍病院付の海軍少尉佐伯理一郎によって始められた軍人伝道に協力した。
横浜基督公会から、伝道師として横浜に派遣されて佐伯とともに家庭訪問と路傍伝道を行う。1886年(明治19年)に日本基督横須賀教会が井深梶之助と和田秀豊が教会を建設すると伊藤が初代牧師になる。
1903年(明治36年)伊藤は平出慶一に招かれ、共同生活をし訓練を授ける。その結果平出が洗礼を受ける。
1911年(明治44年)11月11日午後2時に横浜海岸教会でJ・H・バラの来朝50年祝会が開かれた、E・R・ミラーが司式し、熊野雄七と小川義綏が祈祷して、伊藤が「詩篇」を朗読した。